# Sielsowiet Kopacewicze
Sielsowiet Kopacewicze (biał. Капацэвіцкі сельсавет, ros. Копацевичский сельсовет) – sielsowiet na Białorusi, w obwodzie mińskim, w rejonie soligorskim, z siedzibą w Nowapalieskim.
28 czerwca 2013 do sielsowietu Kopacewicze został w całości przyłączony likwidowany sielsowiet Hawrylczyce.
Według spisu z 2009 sielsowiety Kopacewicze i Hawrylczyce zamieszkiwało 3251 osób w tym 3122 Białorusinów (96,03%), 83 Rosjan (2,55%), 24 Ukraińców (0,74%), 1 Polak (0,03%) i 21 osób innych narodowości.

## Miejscowości
- agromiasteczka:
  - Nowapalieski
  - Wieliczkowicze
- wsie:
  - Ciasna (hist. Podbieły)
  - Dubica
  - Hawrylczyce
  - Kopacewicze
  - Pieszczanka
  - Wejno